# Peter Schram
Pour les articles homonymes, voir Schram.
Peter Ludvig Nicolai Schram, né le 5 septembre 1819 à Copenhague et mort le 1er juillet 1895 dans cette même ville, était un chanteur d'opéra danois, un des premiers barytons dont la voix a été enregistrée.

## Jeunesse et éducation
Schram est né le 5 septembre 1819 à Copenhague, fils de l'épicier Lauritz Fussing Schram (1778-1830) et de Marie Sophie Schram, née Wexschall (1795-1866). Sa mère était la sœur du violoniste Friderich Thorkildsen Wexschall, dont la réputation était bonne. Schram fréquente l'école de musique de Giuseppe Siboni au Théâtre royal danois à partir de 1831. Carl Winsløw lui enseigna la déclamation naturelle des vers (contrairement au style plus déclamatoire de NP Nielsens), JPE Hartmann lui enseigna le solfège et Siboni travailla sa voix avant qu'Henrik Rung, puis Manuel Garcìa, ne complètent sa formation.
Schram débute sur scène au Théâtre royal danois le 2 avril 1834 dans une représentation étudiante aux côtés de Betty Smidth et Carl Hagen.

## Carrière
Schram fait ses débuts professionnels en 1841. Il a été nommé au Kongelige Kammersangere en 1866.
Schram a été, avec Sir Charles Santley, un des premiers barytons dont la voix a été enregistrée, au début du XXe siècle, avec, selon Matthew Boyden, un résultat des plus modestes.
Schram est mort à Copenhague en 1895, à l'âge de 75 ans.